# Erica mafiensis
Erica mafiensis är en ljungväxtart som först beskrevs av Adolf Engler, och fick sitt nu gällande namn av L.J. Dorr. Erica mafiensis ingår i släktet klockljungssläktet, och familjen ljungväxter. Inga underarter finns listade i Catalogue of Life.